# Dysdera vandeli
Dysdera vandeli este o specie de păianjeni din genul Dysdera, familia Dysderidae, descrisă de Denis în anul 1962.
Este endemică în Madeira. Conform Catalogue of Life specia Dysdera vandeli nu are subspecii cunoscute.